# 홍영주
홍영주(洪永周, 1801년 ~ 1840년 1월 31일)는 조선의 천주교 박해 때에 순교한 한국 천주교의 103위 성인 중에 한 명이다. 세례명은 바오로(Paulus)이다.
그의 형 홍병주 베드로 또한 순교자이다. 그들은 1801년 신유박해로 순교한 홍낙민 루카의 손자들이며, 1839년 말에 순교한 홍재영 프로타시오의 조카들이다. 그들은 모두 명문 양반의 후손이며, 그 가문 사람들 중 여럿이 한국 천주교에 기여한 바가 크다. 홍병주 홍영주 형제는 신심 깊은 부모로부터 천주교 신앙을 물려받았다.

## 생애
홍영주는 한양의 한 명문 양반 집안에서 태어났다. 그의 할아버지 홍낙민이 순교하자, 그는 아버지를 따라 충청도 서산의 여사울로 이사하였고, 대대로 이어온 천주교 신앙을 물려받아 독실한 신자로서 살았다.
홍병주와 그의 동생 홍영주는 모두 교리 교사로 임명되었고, 예비 신자들을 가르치는데 있어서 열의와 충실함을 보여주었다. 그들은 예비신자를 가르치며 병자들을 돌보는 것과 자선사업에 매진하였다. 그러므로, 모방 신부와 샤스탕 신부는 그들의 재능과 열정에 감복하였고, 그들에게 여러 중요한 책임을 맡겼다.
1839년 기해박해 동안에, 그들은 위험을 무릅쓰고 그 외국인 선교사들에게 은신처를 제공해 주었다. 따라서, 배교자 김여상이 체포되어야 할 명단에 그들의 이름을 기록해 놓았다.
홍병주 홍영주 형제는 9월에 체포되었다. 포도청에서 형리들은 그 형제에게 동료 교우들의 위치를 발설할 것과 배교할 것을 강요했지만, 형제는 결코 그 요구에 굴복하지 않았다. 그들은 형조로 이송되었는데, 형조 판서가 그들의 친척이었다. 그는 그들을 직접 고문하지 않았고, 그의 부하들을 시켜 형제가 배교하도록 극심히 고문케 하였다. 절도범과 살인범 등의 다른 수감자들도 형리들을 따라 홍병주와 홍영주 형제를 구타하였다. 그러나 그들의 신앙은 절대 꺾이지 않았다.
홍병주와 홍영주는 당고개에 있는 사형장으로 압송되어 참수되었다. 홍병주는 1840년 1월 31일에 다섯 명의 교우와 함께 참수되었고, 홍영주는 다음날인 2월 1일에 두 명의 교우와 함께 참수되었다. 그렇게 홍병주가 순교하던 때의 나이는 43세였고, 홍영주가 순교하던 때의 나이는 40세였다.

## 시복 · 시성
홍병주 베드로와 홍영주 바오로 형제는 1925년 7월 5일에 성 베드로 광장에서 교황 비오 11세가 집전한 79위 시복식을 통해 복자 품에 올랐고, 1984년 5월 6일에 서울특별시 여의도에서 한국 천주교 창립 200주년을 기념하여 방한한 교황 요한 바오로 2세가 집전한 미사 중에 이뤄진 103위 시성식을 통해 성인 품에 올랐다.

## 참고 문헌
- 가톨릭 사전: 홍영주
- Catholic Bishop's Conference Of Korea. 103 Martryr Saints: 홍병주 베드로 Petrus Hong Pyong-ju 보관됨 2014-12-14 - 웨이백 머신